# 謝水藍
謝水藍（1899年—1952年5月1日），字鵬飛。臺灣台南人，台南永康地方鄉紳。出身於醫界，曾在台灣日治時期擔任保正、台南州協議會員。國民政府治臺後，則曾擔任永康鄉鄉民代表會主席、台南縣參議員、臺灣省參議員等。其子謝錦川、孫女謝欣霓皆曾擔任立法委員，孫謝賢則為民進黨青年成員。

## 生平
謝水藍畢業於台灣總督府醫學專門學校，於家鄉台南永康開設「益壽病院」，兼任慈惠院、鄰近公學校醫師。而後出任大灣第三保保正、永康庄第三區委員等職。
1925年至1936年間，擔任台南州協議會議員；1936年至第二次世界大戰結束，則出任大灣保甲聯會會長，身為當地士紳，謝水藍身兼新豐郡醫師公會會長、台南州公醫公會副會長、嘉南農田水利會委員、永康庄信用組合長。家中經營榨油工業，並擔任新豐製油株式會社社長。
戰後，謝氏於1946年當選永康鄉鄉民代表會主席，經代表會推選為臺南縣參議會參議員，隨後又當選臺灣省參議會候補參議員。1948年，原省參議員劉明朝當選立法委員後，遞補出任省參議員。1951年後，卸任公職。
卸職後，謝水藍又擔任永康鄉農會理事長，積極投入社會公益工作。1952年5月1日辭世。

## 身後

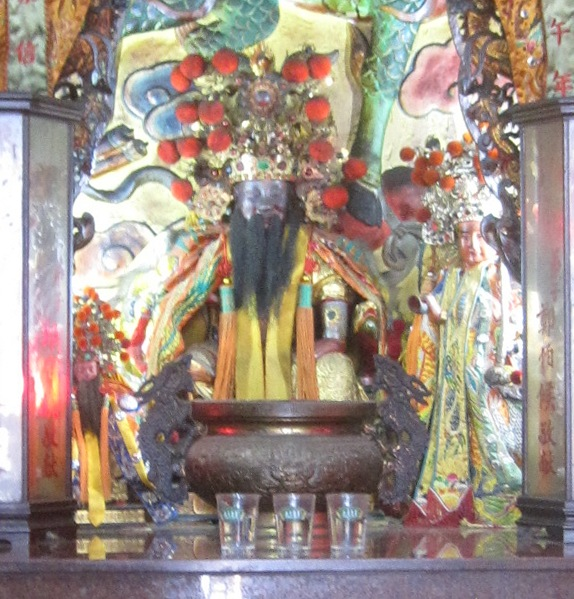
大灣國聖宮謝府千歲

謝水藍辭世後，葬於家鄉，即今永康廟宇大灣國聖宮附近。當地居民信奉鄭成功（「國聖公」），國聖公即「國姓公」音轉而來，當地居民建立國聖宮奉祀。建廟期間，乩童表示謝水藍生前有功於地方，為謝府千歲，可雕塑神像祭祀，遂被奉為該地信仰神祇之一。